# Зосимова Олена Борисівна
Олена Борисівна Зосимова (нар. 11 вересня 1975, Москва; більш відома як Лена Зосимова) — російська поп-співачка і телеведуча, акторка.

## Життєпис
Народилася в родині Бориса Гур'євича та Ніни Опанасівни Зосимових. Борис Зосимов в 1990-ті роки був великим діячем в шоу-бізнесі Росії, власником BIZ Enterprises, BIZ-TV, PolyGram Russia та засновником телеканалу MTV Росія.
Олена Зосимова з дитинства мріяла про кар'єру співачки. У 1987—1989 роках навчалася в музичній школі по класу фортепіано. У 1989—1991 — у хореографічній школі, паралельно брала приватні уроки бальних танців. У 1991 році закінчила середню школу і записала першу пісню з Ігорем Ніколаєвим («Этот новый парень»). У 1992—1998 роках вона брала приватні уроки вокалу і виступала в різних містах Росії та України.

## Кар'єра
У 1991 році Олена Зосимова дебютувала у телеконкурсі «Ранкова зірка». В 1991 році записала свою першу пісню: «Этот новый парень», у 1992 році «Линия любви», «Тонкий лед», «Вот и всё». На пісню «Этот новый парень» був знятий відеокліп, у зйомках якого взяв участь Богдан Титомир, а режисером кліпу став Григорій Константинопольський. Кліп потрапив до музичних хіт-парадів каналів BIZ-TV (2х2), ОРТ і ТВ-6.
У 1993—1994 роках Олена Зосимова гастролювала Російською Федерацією. Наприкінці 1994 року вийшов її перший альбом Всё впереди, до якого увійшли пісні «Этот новый парень», «Под музыку диско» (за участю Володимира Преснякова), «Не сходи с ума», «Линия любви» и «Тонкий лёд». У кліпі на пісню «На южном берегу» знявся телеведучий Ігор Вєрник.
До нового 1997 році Олена Зосимова взяла участь у різдвяному проєкті «Новий рік кличе», в якому брали участь 18 провідних артистів компанії PolyGram Russia. Однойменну пісню виконала компанія російських «зірок»: Євген Маргуліс, Борис Моїсеєв, Влад Сташевський, Марина Хлєбнікова, Олена Зосимова, гурти «Схід», «Ді-Бронкс & Наталі», «Штар», Юрій Шатунов, Аркадій Укупник та інші.
Другий альбом Олени Зосимової «Не виновата я» був записаний в США в 1995—1996 роках і вийшов навесні 1997 року. До нього увійшли пісні «Не ревную», «Я и ты». Кліп на пісню «Обними меня», що увійшов до цього альбому, знімався на Київському вокзалі, режисером був Андрій Лукашевич.
У 1996—1998 роках проходять численні гастролі містами Росії. У 1998 році планує записати третій альбом і починає самостійну роботу, вирішивши сама продюсувати і керувати виробництвом, записує пісню «Надежда» з Ді-Бронксом. Але вибухнула криза і альбом довелося відкласти до кращих часів.
26 вересня 1998 року в Росії починає мовлення канал MTV. Олена Зосимова паралельно з гастролями займається адміністративною роботою, знайомиться з новим телевізійним середовищем, колективом і будує плани. На початку 1998 року на MTV з'являється програма «Банзай!» про те, як ведуть себе зірки у незвичайних для них умовах: відомі люди пробують себе в професії, про яку мріяли в дитинстві. Ідея створення програми належить Зосимовій і двом її друзям.
Навесні 2002 року Олена Зосимова планувала випустити новий альбом з найкращих пісень. У 2003 році записала пісню «Забудь», написану та спродюсовану Максимом Фадєєвим. Однак альбом не був випущений, і Зосимова припинила заняття музикою.

## Особисте життя
Одружена. Діти: Ілля Хенкін (нар. 2004) і Борис Хенкін (нар. 2011).

## Дискографія
- Всё впереди!.. (1995)
- Не виновата я (1997)

## Фільми
- «Вулиці розбитих ліхтарів»
- «Вангелія»
- «Не зходь з розуму» (1995)